# Christoph Sigismund von Gutschmid
Christoph Sigismund Gutschmid, ab 1765 Christoph Sigismund Freiherr von Gutschmid, auch Christoph Siegmund Freiherr von Gutschmid (* 14. Oktober 1762 in Dresden; † 7. Juni 1812 in Puławy, Herzogtum Warschau), war ein königlich-sächsischer Generalleutnant.

## Leben und Werk
Gutschmid entstammte einer Pfarrerfamilie. Sein Vater Christian Gotthelf Gutschmid war Direktor des Geheimen Archivs des Kurfürsten von Sachsen und erlangte mit dessen Unterstützung am Kaiserhof in Wien 1765 die gleichzeitige Erhebung in den Adels- und in den Freiherrenstand. Vom Vater gefördert schlug Gutschmid eine Militärlaufbahn bei der Sächsischen Armee ein. Im Gegensatz zu anderen war er niemals Kadett oder Fähnrich, sondern erhielt 1778 sofort den Offiziersrang als Souslieutenant. Seine Karriere ging steil nach oben, er wurde u. a. Wirklicher Geheimer Kriegsrat und Vizepräsident des sächsischen Geheimen Kriegsratskollegiums. König Friedrich August von Sachsen ließ ihn am 23. Februar 1810 zum Generalleutnant befördern. Fortan durfte er auch den Titel „Exzellenz“ führen. Er starb während des Feldzuges gegen Russland an einer Krankheit.
Verheiratet war er mit Friederike geb. Fischer (1777–1858), Tochter von Friedrich August Fischer.